# The Wild Party
|  | Aquest article tracta sobre el musical d'Andrew Lippa. Si cerqueu el film estatunidenc dirigit per James Ivory, estrenat el 1975, vegeu «Festa salvatge». |

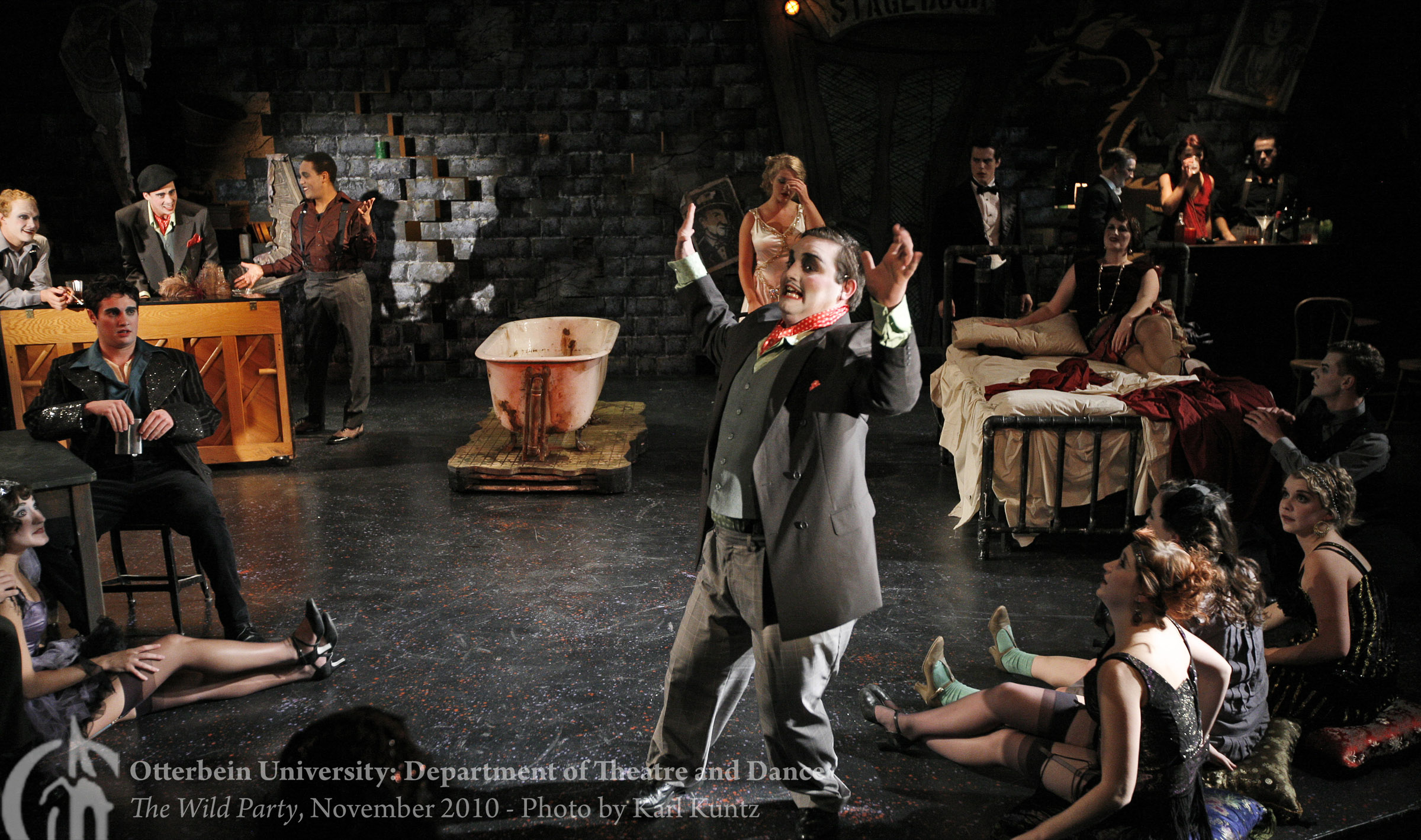

The Wild Party és un musical amb llibret, lletres i música d'Andrew Lippa. Està basat en el poema narratiu homònim de Joseph Moncure March, escrit el 1928. Casualment coincidí durant la mateixa temporada (1999-2000) amb una altra producció amb el mateix nom i la mateixa font.

## Sinopsi
I Acte
Un pròleg presenta al públic dos actors de vodevil, Queenie, una showgirl i Burrs, un pallasso. Semblen ser la parella perfecta, car tots dos se senten atrets per allò sòrdid i retorçat, i es traslladen a viure junts a un apartament de Manhattan (Queenie Was A Blonde). Després d'un parell d'anys, l'avorriment i la desconfiança han substituït la passió a la seva relació. Cansada de Burrs i de les seves maneres brutals, Queenie fa plans per organitzar una festa on pugui ridiculitzar-lo (Out Of The Blue). La seva llista de convidats és una heterogènia barreja que inclou un boxador professional que es diu Eddie i la seva esposa Mae; els extravagants i incestuosos germans d'Armano; Sam Himmelsteen, un productor teatral; Dolores, una meuca i la seva madam lesbiana, Madeleine True, i una ballarina muda, Jackie (What A Party). Després dels crits d'un veí enfadat, Queenie reuneix la gent i els porta a on està preparada la festa (Raise The Roof). Kate, una prostituta mig reformada i durant molt temps rival de Queenie, arriba tard, acompanyada d'un jove cavaller fornid anomenat Mr. Black. Queenie veu a Mr. Black, sentint-se immediatament atreta per ell, com la seva oportunitat de posar gelós a Burrs. Al mateix temps, Kate està decidida a fer-s'ho amb Burrs (By Now The Room Was Moving). Les parelles ocupen la pista de ball per portar a terme els seus plans (The Juggernaut).
La tensió entre les dues parelles esdevé òbvia per a tots, i els d'Armanos proposen que Queenie i Burrs facin un número del seu proper show a Broadway (A Wild, Wild Party). La seva actuació fascina a Mr. Black encara més, i els dos parlen sobre els seus sentiments creixents per l'altre. Burrs veu la química entre Queenie i Black, i violentament la crida. Mentrestant, Eddie i Mae estan gaudint de la festa i vocalitzen els seus sentiments (Two Of A Kind). Després de molts abusos, Queenie es rendeix i es pregunta si realment és feliç (Maybe I Like It This Way). Mentrestant, Kate intenta sense èxit seduir Burrs, però ell no li fa cap mena de cas, car està centrat en Queenie. Ell li confessa la seva ira i la seva tristesa mentre que Queenie flirteja amb Black (What Is It About Her?).
II Acte
Kate troba que és incapaç d'atraure a Burrs, després d'un nou judici (The Life Of The Party). Mr. Black ha caigut de quatre grapes per Queenie, i se li declara (I'll Be Here). Mentrestant, Burrs ha començat a caure en la bogeria i es torna apàtic, bevent fins al ridícul i al·lucinant (Let Me Drown). Queenie i Black han congeniat (Tell Me Something), i comencen a fer-s'ho mentre que la festa esdevé una orgia (Come With Me). Burrs troba a Queenie amb Black, i treu una pistola. Queenie aconsegueix calmar-lo, i finalment la parella comparteix un moment de veritable amor. Però són interromputs per Black, que agafa la pistola i dispara a Burrs matant-lo (Make Me Happy). Black fuig d'allà, mentre que Queenie queda preguntant-se com el seu pla ha pogut acabar en una tragèdia (How Did We Come To This?).

## Produccions
Dirigida per Gabriel Barre i coreografiada per Mark Dendy, la producció de l'off-Broadway s'estrenà el 24 de febrer del 2000 al Manhattan Theatre Club, representant-se en 54 funcions. Estava protagonitzada per Julia Murney com Queenie, Brian d'Arcy James com Burrs, Idina Menzel com Kate, i Taye Diggs com Mr. Black. RCA Records publicà l'enregistrament.
El 2004, The Wild Party va ser produït al Festival Fringe d'Edinburgh del 2004. a més, s'ha representat en diverses ciutats dels Estats Units com Chicago, Baltimore, Cincinnati, Memphis, Valparaiso (Indiana), o Reno (Nevada).
El 22 de febrer de 2013 es representà al Teatre Gaudí de Barcelona, representant-se fins al 28 d'abril. Va ser dirigit per Anna Valldeneu i adaptat per Roger Batalla, i estava interpretat per Xènia García (Queenie), Xavi Duchs (Burrs), Maria Santallusia (Kate) i Roger Berruezo (Mr. Black).

## Cançons
| I Acte - "Queenie was a Blonde" – Queenie, Burrs i Companyia - "Out of the Blue" – Queenie i Burrs - "What a Party" – Companyia - "Raise the Roof" – Queenie i Companyia - "Look at Me Now" – Kate i Companyia - "Poor Child" – Black, Burrs, Kate i Queenie - "An Old-Fashioned Love Story" – Madeline - "By Now the Room was Moving" – Companyia - "The Juggernaut" – Queenie, Black, Kate, Burrs i Companyia - "A Wild, Wild Party" – D'Armano Brothers, Queenie, Burrs i Companyia - "Two of a Kind" – Eddie i Mae - "Maybe I Like it This Way" – Queenie - "What is it About Her?" – Burrs i Queenie | II Acte - "The Life of the Party" – Kate - "I'll Be Here" – Black - "Let Me Drown" – Burrs, Kate i Companyia - "Tell Me Something" – Queenie i Black - "Come with Me" – Queenie, Black i Companyia - "Jackie's Last Dance" – Instrumental - "Make Me Happy" – Burrs, Black i Queenie - "How Did We Come to This?" / "Queenie was a Blonde" (Reprise) – Queenie i Conjunt |

## Comparacions ambThe Wild Partyde LaChiusa
Les versions d'Andrew Lippa i Michael John LaChiusa de The Wild Party són molt diferents en el seu argument. A la versió de Lippa, l'argument se centra en el triangle amorós central del poema original de Joseph Moncure, i el repartiment és molt menor. Molts dels personatges de la versió de LaChiusa no apareixen a la versió de Lippa.
També hi ha grans diferències entre la música i el to d'ambdós espectacles: les cançons de Lippa no són tan dependents de l'argument, i es poden entendre millor que les de LaChiussa. En comparació, la banda sonora de LaChiusa està molt lligada amb l'argument, i la majoria de les cançons no tenen impacte fora de la història.

## Premis i nominacions

### Producció original de l'off-Broadway
| Any  | Premi                      | Categoria                                        | nominat                          | Resultat  |
| ---- | -------------------------- | ------------------------------------------------ | -------------------------------- | --------- |
| 2000 | Premi Outer Critics Circle | Millor Musical de l'Off-Broadway                 | Millor Musical de l'Off-Broadway | GUANYADOR |
| 2000 | Premi Lucille Lortel       | Millor Vesturi                                   | Martin Pakledinaz                | GUANYADOR |
| 2000 | Premi Lucille Lortel       | Millor Escenografia                              | David Gallo                      | GUANYADOR |
| 2000 | Premi Lucille Lortel       | Millor Il·luminació                              | Kenneth Posner                   | GUANYADOR |
| 2000 | Premi Obie                 | Millor Coreografia                               | Mark Dendy                       | GUANYADOR |
| 2000 | Premi Drama Desk           | Musical Més Destacat                             | Musical Més Destacat             | nominat   |
| 2000 | Premi Drama Desk           | Música Més Destacada                             | Andrew Lippa                     | GUANYADOR |
| 2000 | Premi Drama Desk           | Lletres Més Destacades                           | Andrew Lippa                     | nominat   |
| 2000 | Premi Drama Desk           | Actor de Musical Més Destacat                    | Brian d'Arcy James               | nominat   |
| 2000 | Premi Drama Desk           | Actriu de Musical Més Destacada                  | Julia Murney                     | nominada  |
| 2000 | Premi Drama Desk           | Actriu de Repartiment Més Destacat en un Musical | Alix Korey                       | nominada  |
| 2000 | Premi Drama Desk           | Actriu de Repartiment Més Destacat en un Musical | Idina Menzel                     | nominada  |
| 2000 | Premi Drama Desk           | Director de Musical Més Destacat                 | Gabriel Barre                    | nominat   |
| 2000 | Premi Drama Desk           | Coreografia Més Destacada                        | Mark Dendy                       | nominat   |
| 2000 | Premi Drama Desk           | Orquestracions Més Destacades                    | Michael Gibson                   | nominat   |
| 2000 | Premi Drama Desk           | Escenografia Més Destacada                       | David Gallo                      | nominat   |
| 2000 | Premi Drama Desk           | Vestuari Més Destacat                            | Martin Pakledinaz                | nominat   |
| 2000 | Premi Drama Desk           | Il·luminació Més Destacada                       | Kenneth Posner                   | nominat   |